# Trayeman
Trayeman is een bestuurslaag in het regentschap Tegal van de provincie Midden-Java, Indonesië. Trayeman telt 4029 inwoners (volkstelling 2010).